# I. Ramiro asztúriai király
I. Ramiro (Oviedo, 791 –‎ Oviedo, 850. február 1.) Asztúria királya (842–850) a Kantábriai-házból. I. (Diakónus) Bermudo fia, II. (Tiszta, Szemérmes) Alfonz utóda. Édesanyja az egyik forrás szerint Numila, másik forrás szerint Ursinda.

## Élete
Elődje uralkodásának vége felé szinte folyamatosan lázadozott II. Alfonz ellen, akinek végül a társuralkodója lett, és 842-ben, II. Alfonz halálakor, követte is a gyermektelen uralkodót a trónon. A hatalom megtartásáért le kellett győznie Nepociano grófnak, II. Alfonz sógorának az ellenállását. (A gróf II. Alfonz ismeretlen nevű leánytestvérét vette feleségül, veresége után megvakították, kolostorba zárták, és ott is maradt haláláig.) Sikeresen vette fel a harcot az Ibériai-félszigeten először megjelenő vikingek (normannok), de a mórok ellen is. A hagyomány szerint 844-ben, a Clavijo melletti csatában aratott győzelemnél, idősebb Szent Jakab apostol segítette a keresztény sereget az Omajjád-dinasztiából származó córdobai emír, II. Abd Al-Rahmán (792 – 852) csapatai ellen, akikkel 846-ban és 848-ban is csatázott. Szigorúan, de igazságosan kormányzott, ezért az „igazság vesszőjének (pálcájának)” nevezték. Támogatta az építkezéseket. 

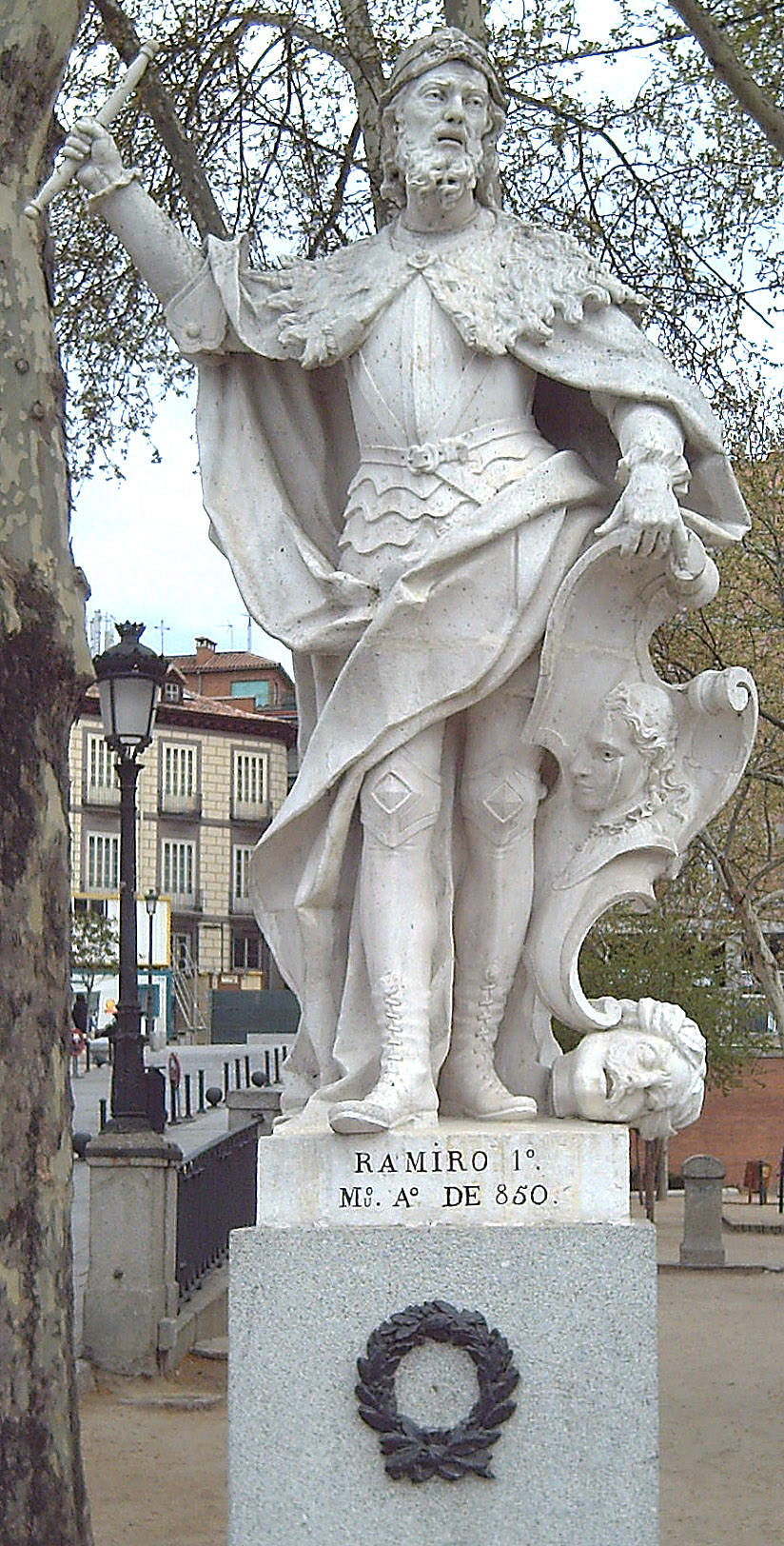
I. Ramiro szobra

Utóda a fia, I. Ordoño lett. Édesanyját illetően eltérnek az adatok. Van olyan forrásmunka, amely szerint I. Ramiro Paterna nevű első felesége, és van olyan forrás, amely szerint I. Ramiro második felesége, Gontroda, akinek a király a második férje, Ordoño édesanyja.